# قرار مجلس الأمن التابع للأمم المتحدة رقم 1295
قرار مجلس الأمن التابع للأمم المتحدة رقم 1295، المتخذ بالإجماع في 18 أبريل 2000، بعد إعادة التأكيد على القرار 864 (1993) وجميع القرارات اللاحقة بشأن أنغولا، ولا سيما القرارات 1127 (1997) و1173 (1998) و1237 (1999)، أذن المجلس بتشديد العقوبات ضد يونيتا وأنشأ فريق من الخبراء للتحقيق في انتهاكات قرارات مجلس الأمن التي تفرض تدابير ضد يونيتا.
تم تبني القرار 1295 في أعقاب تقرير فاولر، الذي يوضح بالتفصيل كيف تنتهك البلدان في جميع أنحاء العالم العقوبات المفروضة على يونيتا.

## القرار

### أعمال
تم تقسيم القرار، الذي اقترحته كندا،  إلى عدة أقسام تتعلق بجوانب مختلفة من التدابير ضد يونيتا.

#### انتهاك الجزاءات المفروضة على يونيتا
وشدد المجلس، متصرفا بموجب الفصل السابع من ميثاق الأمم المتحدة، على أهمية امتثال جميع الدول للتدابير المفروضة ضد يونيتا في قرارات مجلس الأمن السابقة. وطُلب من الأمين العام كوفي عنان إنشاء آلية مراقبة تتألف من خمسة خبراء بحد أقصى للتحقيق في الانتهاكات المزعومة للعقوبات المفروضة على يونيتا لمدة ستة أشهر. وصدرت تعليمات لهم بتقديم تقرير عن النتائج التي توصلوا إليها بحلول 18 أكتوبر / تشرين الأول 2000 بهدف تحسين التدابير. وبعد ذلك، سينظر المجلس، عند استلام التقرير، في طرق تحسين العقوبات والإجراءات بموجب ميثاق الأمم المتحدة للدول المتورطة في انتهاك التدابير.

#### تجارة السلاح
وحث جميع البلدان على توخي اليقظة لتجنب نقل الأسلحة إلى مستخدمين أو جهات غير مصرح بها، وتم تشجيعها على ضمان المراقبة الفعالة في هذا الصدد. كما دُعيت البلدان إلى النظر في عقد مؤتمرات مع الدول التي يتم فيها تصنيع الأسلحة أو تصديرها لأغراض إنهاء التدفقات غير المشروعة للأسلحة إلى أنغولا. ودعي ممثلون من الجماعة الإنمائية للجنوب الأفريقي للمشاركة.

#### تجارة البترول والمنتجات البترولية
وقد شجع المجلس عقد مؤتمر حول أساليب الحد من الإمداد غير المشروع بالنفط أو المنتجات البترولية إلى أنغولا، مثل مراقبة إمدادات النفط في المنطقة ودور مجموعة التنمية في هذه العملية. ودعيت الجماعة الإنمائية للجنوب الأفريقي لمراقبة المناطق الحدودية مع أنغولا لمكافحة تهريب الأسلحة وطُلب منها أن تأخذ زمام المبادرة ضد إمدادات الوقود غير القانونية إلى يونيتا.

#### التجارة في الماس
وأعرب المجلس عن قلقه من أن تجارة الماس مصدر رئيسي لتمويل يونيتا. طُلب من دول تجارة الماس فرض عقوبات صارمة على حيازة الماس في انتهاك للقرار 1173. وقد أعلنت بلجيكا عن خطوات في هذا الاتجاه وطُلب منها تقييد وصول يونيتا إلى سوق الماس وطُلب من البلدان الأخرى أن تتخذ تدابير مماثلة.

#### الأموال والتدابير المالية
وتم تشجيع البلدان على عقد مؤتمر بشأن سبل تعزيز تنفيذ التدابير المالية المفروضة على يونيتا. وطُلب منهم العمل مع المؤسسات المالية في أراضيهم لتحديد الأموال والأصول وتجميد هذه الأموال.

#### السفر والتمثيل
ومن المهم أن تواصل جميع البلدان فرض حظر سفر على مسؤولي يونيتا وأسرهم، وأن تسحب وثائق السفر لمن يقيمون في أراضيها. وطُلب من اللجنة وحكومة أنغولا تحديث قائمة الأشخاص الخاضعين لقيود السفر.

#### خطوات إضافية
طُلب من بلدان الجماعة الإنمائية للجنوب الأفريقي النظر في اتخاذ تدابير إضافية للحركة الجوية في المنطقة للكشف عن أنشطة الطيران غير القانونية عبر الحدود ودُعيت للتعاون مع منظمة الطيران المدني الدولي في هذا الصدد. ودعا القرار البلدان القريبة من أنغولا إلى سن تشريعات محلية تجعل انتهاك التدابير التي فرضها مجلس الأمن ضد يونيتا جريمة جنائية. ودعي الأمين العام إلى تعزيز التعاون بين الأمم المتحدة والمنظمات الإقليمية ودون الإقليمية، بما في ذلك الإنتربول لرصد العقوبات وإنفاذها.
ورحب المجلس بالدعم الدولي للتدابير المتخذة ضد يونيتا وشدد على الدور الهام الذي ستؤديه الجماعة الإنمائية للجنوب الأفريقي في تنفيذ الجزاءات.

## روابط خارجية
- نص القرار في undocs.org